# ترمونس
ترمونس (به فرانسوی: Trémons) یک کامین در فرانسه است که در Canton of Penne-d'Agenais واقع شده‌است.

## خصوصیات
ترمونس ۱۳٫۴۹ کیلومترمربع مساحت و ۳۵۹ نفر جمعیت دارد و ۶۷ متر بالاتر از سطح دریا واقع شده‌است.